# Tatort: Wodka Bitter-Lemon
Wodka Bitter-Lemon ist ein Fernsehfilm aus der Fernseh-Kriminalreihe Tatort der ARD und des ORF. Der Film wurde vom WDR produziert und am 13. April 1975 zum ersten Mal gesendet. Er ist die 50. Folge der Tatort-Reihe, der vierte mit Kommissar Haferkamp.

## Handlung
Ein Mann mittleren Alters ruft am späten Abend aus seinem Büro bei einer Adele an und erkundigt sich, ob sich Petra schon gemeldet habe. Dann versucht er es im Hotel Bayerischer Hof in München. Es handelt sich um den Fabrikanten Martin Koenen, dem auch ein nochmaliger Anruf im Hotel nicht weiterhilft.
Auf dem Nachhauseweg sieht er bei regnerischem Wetter eine junge Frau am Straßenrand vor einer Diskothek stehen. Da sie völlig durchnässt ist, nimmt er sie in seinem Fahrzeug auf und schließlich mit zu sich nach Hause. Er deutet ihr an, sich leise zu verhalten. Seine Ankunft wird indessen von einer im Haus anwesenden Dame bemerkt, wobei unklar bleibt, ob diese seine Begleiterin wahrgenommen hat.  
Unterdessen bietet Koenen der jungen Zufallsbekanntschaft einen Drink an, sie wünscht sich sehr bestimmt Wodka Bitter Lemon. Bei der Zubereitung des Drinks überrascht sie ihn damit, dass sie ihn kenne und als Lehrling in seinem Werk angelernt werde. Sie sei Irene Lersch und sei davon ausgegangen, dass auch er sie kenne. Ganz verdattert versäumt er, auch in seinen Drink Eiswürfel zu geben, und entschuldigt sich für einen Moment. Um anderweitige Gedanken zu vertreiben, unternimmt er ein kaltes Duschbad. Bei seiner Rückkehr findet er das Mädchen tot auf seinem Teppich liegend vor. Er registriert das leere Glas und will sich bei der Notrufzentrale melden. Dann besinnt er sich anders, verwischt die Spuren und bringt die Leiche in einen Park. Bei der Obduktion der dort aufgefundenen Leiche wirft Kommissar Haferkamp die Frage auf, wie solch ein Mädchen an Zyankali kommen konnte. 
Koenen holt indessen seine junge Frau Petra vom Flughafen ab, die sich davon überrascht zeigt. Die beiden haben sich auf der Fahrt nicht viel zu sagen. Im Anwesen setzt er kurz an, von den Ereignissen der vergangenen Nacht zu erzählen, unterlässt es dann aber.
Die Ermittlungen führen Haferkamp in Koenens Betrieb, der auch giftige Substanzen einsetzt. Koenen hatte nicht bemerkt, dass Irene Lersch eine Jadefigur aus seinem Wohnzimmer an sich genommen hat, die auch seinen Schreibtisch im Büro ziert. Dies und die Zeugenaussage von Irenes Freundin machen ihn verdächtig. Koenen ist seiner Schwester Adele gegenüber völlig ratlos und geschockt, als er von seiner Frau Petra gefragt wird, wie er an das Gift gekommen sei. Bei der Vernehmung können die Kommissare kein Motiv für Koenen erkennen. Haferkamp lässt sich die Angaben von Petra Koenen zu ihrem Aufenthalt in München während der Tatnacht von Kommissar Veigl bestätigen. Er lässt jedoch nicht locker, besucht Petra Koenen nach einem Ausritt und fährt mit ihr nach Düsseldorf. Beim Kaffee gesteht sie Haferkamp einen Ehestreit kurz vor ihrer Reise nach München und weist auf das schwierige Verhältnis zu ihrer Schwägerin hin. Mit Genugtuung übernimmt diese unterdessen die Unternehmensführung.
Weitere Ermittlungen führen in die ehemalige Goldschmiedewerkstatt von Petra Koenen, wo eine größere Menge Zyankali fehlt. Haferkamp und seine Ex-Frau Ingrid reisen ihr nach Sylt hinterher. Ingrid besucht eine Vernissage und lernt Frau Koenens Liebhaber Joschi kennen, welcher in Geldnot steckt. Ingrid erfährt auf einer Party am Strand von einer Methode, mit der man Dinge in Eiswürfeln einfrieren kann. Haferkamp schlussfolgert daraus, dass Petra das Gift aus der Goldschmiede entwendet und anschließend im Eis eingefroren hat. Er kann Koenens Frau so des Mordes überführen; sie hatte eigentlich ihren Mann aus dem Weg räumen wollen.

## Drehorte
Die Szene, in der Haferkamp auf Petra Koenen beim Ausritt trifft, wurde am Schloss Hugenpoet in Kettwig gedreht. Die darauffolgende Szene, in der beide auf einem Marktplatz gemeinsam Kaffee trinken, entstand auf dem Burgplatz in Düsseldorf. Das Anwesen der Familie Koenen befindet sich im Briller Viertel in Wuppertal. Weitere Szenen entstanden vor der Essener Polizei-Leitstelle in der Büscherstraße, am Flughafen Düsseldorf und auf Sylt.

## Kritik
Die Kritiker der Fernsehzeitschrift TV Spielfilm zeigen mit dem Daumen nach oben und schreiben: „Trotz Schnapstitel kühl und sachlich“.